# دهستان راین
راین، دهستانی است از توابع بخش راین شهرستان کرمان در استان کرمان ایران.

## جمعیت
براساس سرشماری سال ۱۳۸۵جمعیت آن ۲٬۱۹۵نفر (۵۶۷خانوار) بوده‌است.